# 라케시스

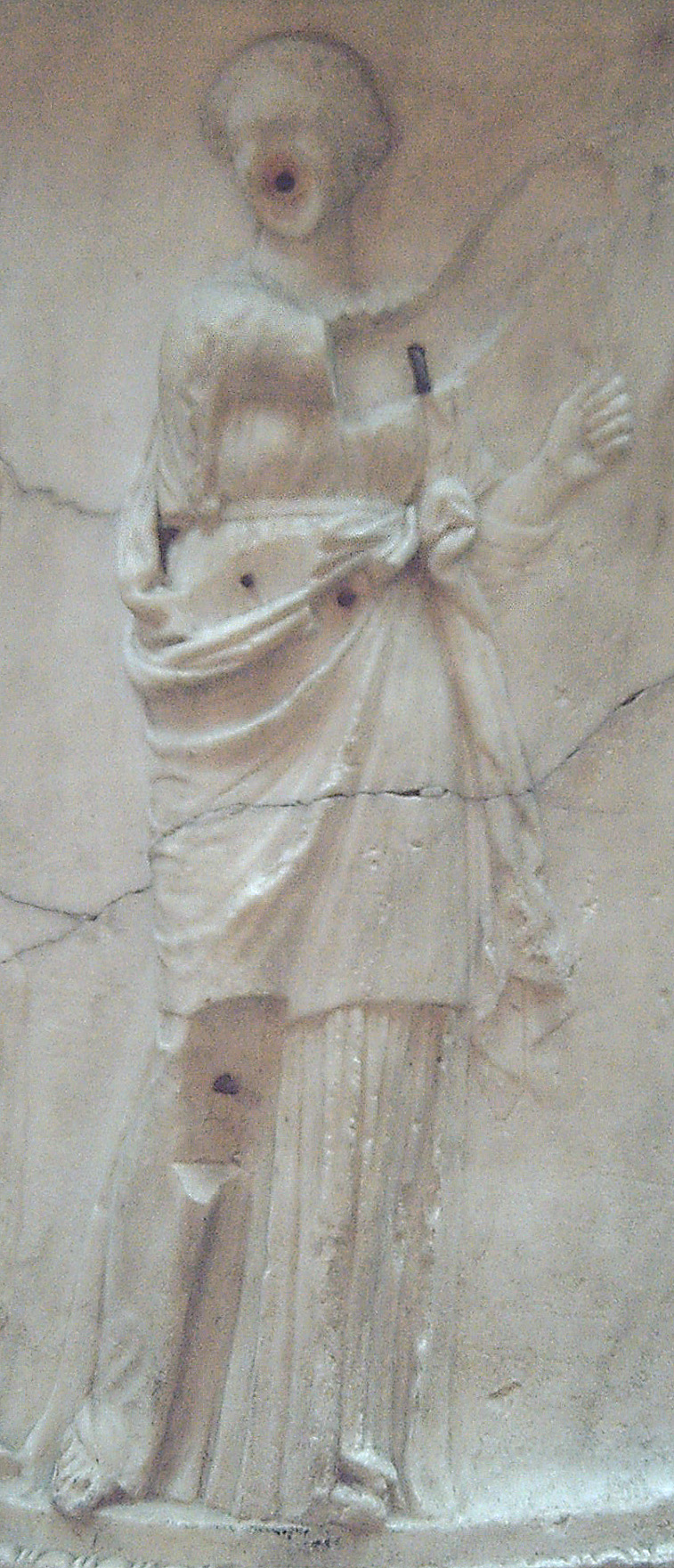

라케시스(Lachesis, Λάχεσις)는 그리스 신화에 등장하는 운명의 3여신 모이라이의 한 명이다. 클로토와 아트로포스의 3자매의 차녀에 해당되어, 운명의 실의 길이를 측정하는 역할을 담당하고, 모든 피조물에 일정량의 수명을 결정한다. 그녀의 이름은 '측정하는 사람'의 의미이다. 삼상신에서 '유지자'에 상당한다.
로마 신화의 데크마(Decuma)와 동일시된다.

## 같이 보기
- 모이라이
- 닉스 (그리스 신화)
- 테미스
- 호라이
- 120 라케시스
- 삼상신